# (31582) Miraeparker
1999 FO30 (asteroide 31582) é um asteroide da cintura principal. Possui uma excentricidade de 0.10803350 e uma inclinação de 3.18833º.
Este asteroide foi descoberto no dia 19 de março de 1999 por LINEAR em Socorro.